# Mascot (bilmärke)
Mascot, också benämnd Biletten, var en svensk trehjulig bil, som tillverkades av Råå Mekaniska Verkstads AB i Råå mellan omkring 1916 och 1921.
Råå Mekaniska Verkstads AB började 1916, efter att ha övertagits av August Christell (1879–1934), att tillverka små, öppna trehjuliga bilar. Tio bilar tillverkades. De var från början utrustade med en Husqvarna motorcykelmotor, sedan en av märket Indian, importerad från Storbritannien. 
Bilen hade plats för två personer, som satt i tandem. Motorn var monterad på höger utsida av det smala fordonet, som var tvåsitsigt, med föraren fram och passageraren bakom i tandem. Biletten var helt öppen likt en cabriolet. Den såldes genom Automobilfirman Alfr. Sonesson i Helsingborg. 